# メドヴェーデフ・シュポンホイアー・カルニク震度階級
メドヴェーデフ・シュポンホイアー・カルニク震度階級（メドヴェーデフ・シュポンホイアー・カルニクしんどかいきゅう、英: Medvedev-Sponheuer-Karnik scale）とは、ある地点における地震の程度を表現する指標。MSK震度階級と略されることが多い。1964年に成立し、ロシアなどのCIS諸国や、東欧諸国、イスラエル、インドなどで使用されている。

## 震度階級表
ローマ数字のIからXIIの12段階に分けられる。
| 震度階級                                  | 揺れによる影響 | 加速度       |
| ----------------------------------------- | --- | ------------ |
| I. 無感 (Not perceptible)                 | 人体感覚の限界以下。地震計のみに検知。                                                                                       | 12gal以下    |
| II. ほとんど感じない (Hardly perceptible) | 高い建物の上層階におり、静止している人が揺れを感じる。                                                                       | 12gal以下    |
| III. 弱い (Weak)                          | 室内で少数の人間に感知される。                                                                                               | 12gal以下    |
| IV. 大部分の人にわかる (Largely observed) | 室内の大部分の人に、野外の少数の人に感知される。容器の液体がかすかに震える。怖がる人はいない。                               | 12gal以下    |
| V. かなり強い (Fairly strong)             | 室内のすべての人に、野外の多くの人に感知される。眠っている人の多くは目を覚ます。不安定な物体は転倒したり移動することがある。 | 12 - 25gal   |
| VI. 強い (Strong)                         | 室内でも野外でもほぼすべての人に感知される。少数の人は平衡を失う。少数例として本棚から本が滑り落ちる。                       | 25 - 50gal   |
| VII. 非常に強い (Very strong)             | 多くの人は立っていることが難しい。自動車を運転している人にも感知される。水面に波が生ずる。                                   | 50 - 100gal  |
| VIII. 被害を生じる (Damaging)             | 恐怖と恐慌。重い家具が動き、一部は転倒する。墓石は転倒し、石壁は崩れる。地面に数cm幅のひびがはいる。                         | 100 - 200gal |
| IX. 破壊的 (Destructive)                  | 一般に恐慌状態。家具に相当の被害。一部の鉄道レールが曲がり、道路に被害。                                                     | 200 - 400gal |
| X. 壊滅的 (Devastating)                   | ダムや堤防にも致命的な被害。アスファルトの道路が波打つ。                                                                     | 400 - 800gal |
| XI. 破滅的 (Catastrophic)                 | 頑丈な構造物に重大な被害。道路は役に立たなくなる。埋設管は破壊される。多くの地すべりや山崩れが起こる。                       | 800gal以上   |
| XII. 非常に破滅的 (Very catastrophic)     | 地上・地下すべての構造物が大被害を受けるか破壊される。地表面は全く変わる。                                                   | 800gal以上   |

## MSK震度階級と気象庁震度階級の比較
1967年から1970年に、日本の106の気象官署でMSK震度階級と気象庁震度階級の同時観測が行われた。その観測結果から気象庁震度階級は低震度に適し、MSK震度階級は高震度に適していることが分かった。この研究において、気象庁震度階級の震度JをMSK震度階級の震度Mになおす式は、Jが3までの低震度のときはM=1.5J+1.5、高震度のときはM=1.5J+0.75と求められた。